# (361530) Victorfranzhess
(361530) Victorfranzhess est un astéroïde de la ceinture principale.

## Description
(361530) Victorfranzhess est un astéroïde de la ceinture principale. Il fut découvert le 22 avril 2007 à Gaisberg par Richard Gierlinger. Il présente une orbite caractérisée par un demi-grand axe de 3,11 UA, une excentricité de 0,22 et une inclinaison de 12,7° par rapport à l'écliptique.

## Compléments